# Anthracites femoralis
Anthracites femoralis är en insektsart som beskrevs av Carl August Dohrn 1905. Anthracites femoralis ingår i släktet Anthracites och familjen vårtbitare. Inga underarter finns listade i Catalogue of Life.